# Solaris (film, 1972)
A Solaris (oroszul: Солярис) 1972-ben bemutatott orosz film, Andrej Tarkovszkij rendezésében, Stanisław Lem azonos című regényéből.
Nem szeretem a tudományos-fantasztikus műfajt. Az élet maga is fantasztikus jelenség, hiszen abban minden megtörténhet.

## Forgatókönyv
Tarkovszkij küzdelme a forgatókönyv megírástól a film forgatásának egész ideje alatt azért folyt, hogyan szabadítsák meg a Solarist a sci-fi filmek tetszetős, külsődleges fantasztikumától. Tarkovszkijt Lem regényéből egyetlen motívum érdekelte: a megelevenedő lelkiismeret.
Mihail Romagyin díszlettervező elmondása szerint a Solaris forgatása közben látták Stanley Kubrick 2001: Űrodüsszeia című filmjét, amelynek ellentettjét szerették volna megcsinálni. Tarkovszkij forgatókönyve szerint a történet jó része a Földön játszódik, a sci-fi elemek lényegtelenné váltak. „Egész munkánk a filmen nem volt egyéb, mint küzdelem a műfaj ellen. Ez a kísérlet Lem éles ellenállásába ütközött.”
Stanisław Lemnek alapvető fenntartásai voltak. Szerette volna látni a Solaris bolygót, amit Tarkovszkij megtagadott, mert vizuálisan visszafogott filmet akart készíteni. Tarkovszkij „egyáltalán nem a Solarist csinálta meg, hanem a Bűn és bűnhődést.” A film befejezése a technokrata és ateista Lemet felháborította, és tudománytalannak tartotta.
A film lényege az, hogy ember-e az, aki nem anyától keletkezett, de lelki jelenségeket mutat, képes szeretni, tud félni, és akár önfeláldozásra is képes? Hogyan antropomorfizálódik lelkileg egy nem anyaméhből keletkezett? Itt az a kérdés, hogy morálisan és/ vagy intellektuálisan lehet-e az ilyen teremtmény több-e, jobb-e az anya által szültnél nem vetődik fel, mivelhogy a világhírű orosz filmrendező nem ebbe az irányba kérdez, hanem a Heidegger-i értelemben vett lelkiismeret és a bűn viszonyába. Álljunk-e ki, ki kell-e állnunk nekünk, anyaszültéknek az ilyen nem-anyaszültékért, az f-lényekért? Ugyanerre a Tarkovszkíj-i kérdésre fókuszál a tarkovszkíj-film után 10 évvel később a Ridley Scott által elkészített másik ikonikus film, a Szárnyas fejvadász. Az orosz Solaris film után 30-40 évvel elkezdődtek az ebbe a morális kérdéskörbe tartozó és az emberi klónokkal és mesterséges intelligenciákkal foglalkozó filmek. Andrej Tarkovszkíj teljesíteni tudta azt a Kant-i esztétikai álláspontot, miszerint egy műben több van, mint amennyit abba a művész szándékolt. A film zárójelenete a filmművészet megismételhetetlen akméja.

## Cselekmény
Kris Kelvin pszichológust azzal bízzák meg, hogy mérje fel a Solaris bolygó felszíne felett lebegő kutatóállomás hasznosságát. Elindulása előtt ellátogat otthonába apja régi barátja, Henry Berton űrhajós-pilóta; egy szerencsétlenség túlélője, amelyben az egyik Solaris-expedíció néhány tagja életét vesztette. Berton, aki furcsa jelenségeket tapasztalt a bolygón, levetít Kelvinnek egy filmet a tragédiát vizsgáló bizottság egyik üléséről, amelyen beszámolt tapasztalatairól, de senki sem hitt neki, és élménybeszámolóját „majdnem semmi valóságalappal nem rendelkező hallucinációk sorozatának” minősítették.
Maga Kelvin sem hisz Bertonnak, aki a felvételen beszél a bizottságnak többek között egy 4 méter magas csecsemőről, akit az idegen bolygó élő óceánjának felszínén látott sétálni; csúnyán összevesznek (Kelvin szerint a szolarisztika haldokló tudomány, amelyet épp a Bertonéhoz hasonló megalapozatlan fantáziálások juttattak kátyúba a hipotézisek gyártása helyett, s ha folytatják a kutatást bármi áron, akár az óceán röntgen-besugárzása árán is, az az eredmény elérésének fontosságát hangsúlyozza, míg Berton a „minden áron való előrehaladás” ezen álláspontját erkölcstelennek tartja). „Igazad volt: ez nem tudós, ez egy könyvelő” – vágja oda Berton dühösen Kelvin apjának (aki előzőleg dicsekedett Bertonnak, hogy fia olyan szorgalommal dolgozik, mint egy évzárást végző könyvelő), miközben elhagyja a házat. Ezután Berton elutazik, de autójából, békülékenyebb hangot megütve, még vizofonon felhívja Kelvin apját, és elmondja nekik (Kris is hallgatja a beszélgetést) a legfontosabb dolgot, amiről dühében megfeledkezett: hogy az ülés után az egyetlen nem szkeptikus résztvevővel, dr. Archibald Messenger-rel együtt meglátogatta Fechnernek, a tragédia egyik áldozatának özvegyét, akinél látta ugyanazt a csecsemőt normál méretben.
Ezután Kelvin elutazik a Solarisra. Az űrállomáson a szokásokkal ellentétben senki nem fogadja. Szobáikban találkozik azonban dr. Snauttal, dr. Sartoriusszal – mindketten igen furcsán viselkednek – és tudomást szerez barátja, dr. Gibarian öngyilkosságáról. Gibarian egy videoüzenetet, afféle búcsúlevelet is hagy Kelvinnek, melyet közvetlenül az öngyilkossága előtt készített. Ezen hallható az ajtón kopogtató Snaut és Sartorius hangja, akik azt hitték, a hosszabb ideje szobájába zárkózó Gibarian megőrült vagy megbetegedett; és erőszakkal betörtek a szobájába, hogy segítsenek rajta – ez volt az öngyilkosság közvetlen kiváltó oka. A láthatóan megtört Gibarian ugyanis egy fiatal nőt (vagy lányt) rejtegetett a szobájában (a felvételen látható is egy pillanatra, és Kelvin később is látja az Állomáson kószálni) – a jó ég tudja, hogy kerülhetett a hermetikusan lezárt állomásra – akit valamiért annyira szégyellt kollégái előtt, hogy a halálba menekült előlük, s valószínűleg csak régi barátjának, Kelvinnek lett volna hajlandó hagyni, hogy segítsen rajta, ő azonban már későn érkezett. Dr. Snaut figyelmezteti Kelvint, hogy bármit tapasztal, ne lepődjön meg, ne gondolja azt, hogy a látott dolog nem normális.
A pszichológus – nemigen tehet mást – többek tanácsára hallgatva vár és figyel. Hamarosan furcsa jelenségek, például tíz éve halott felesége, Harey kezdik zaklatni. Az Állomás személyzete rájön, hogy a Solaris „élő” óceánja képes újraalkotni (rematerializálni) bizonyos személyeket az Állomás látogatóinak emlékei alapján; mégpedig általában olyanokat, akik iránt a személy bűntudatot érez – Harey például öngyilkos lett, amiben Kelvin bűnösnek érzi magát. Kelvin megrémül a félelmetesen valóságosnak látszó Hareytől, aki nem emlékszik hajdani önmagára. Az újraalkotott emberek – az f-lények – nehezen tudják elviselni, ha egyedül maradnak. Harey legelső alakmását Kelvin egy rakétába zárva az űrbe lövi annak tudatában, hogy ott az valószínűleg megsemmisül, mivel a Solaris neutrínókból álló teremtményeinek stabilitását csak a bolygó közvetlen közelében tudja az óceán fenntartani.
Az óceán azonban egy újabb Hareyt küld, és Kelvin – tudóstársai figyelmeztetései ellenére – már nem akar megszabadulni tőle, önálló személynek tekinti. Harey második változata végül rájön, hogy ő nem ember, és nem azonos az eredeti Hareyjel; továbbá arra a következtetésre jut, hogy Kelvin nem szereti, sőt undorodik tőle. Ezért Harey meg akar halni, de képtelen rá: bármit tesz, sebei pillanatok alatt begyógyulnak.
Sartorius és Snaut azt javasolják, hogy az „élő” óceánt sugározzák be olyan röntgensugárzással, amit egyikük agyának ébrenléti állapotban gerjesztett biohullámai modulálnak. Erre a szerepre Kelvint jelölik, aki ezt nem akarja megengedni, sőt úgy dönt, hogy nem válik meg Hareytől, és nem is utazik vissza a Földre, hanem itt marad vele. Harey azonban saját akaratából beleegyezik a kísérletbe. Az óceán viselkedésében változások állnak be: a besugárzás hatására nem küldi újból az állomásra az elpusztított emlékmásokat, amit előzőleg mindig megtett.
Kelvin rájön arra, hogy a szeretet és az emberekkel való kapcsolatépítés hiánya, a lelkiismeret elnyomása okozta a Solaris „teremtő” viselkedését. Miután megbékél önmagával, a Solaris is „megbékél” és már nem küldi a bűntudat teremtményeit.
A film utolsó képsorai a családi házban játszódnak: Kris – akárcsak a film elején – apjával találkozik. Lehajtott fővel előtte térdel és átöleli lábait; a kamera távolodik, s látjuk, mégsem a Földön vagyunk; hanem a Solaris óceánja által teremtett szigeten!
Stanisław Lemnek ebből a filozófiai drámájából Steven Soderbergh 2002-ben filmet készített. Ebben nagyon nagy hangsúly került a főhős és a szerelme közötti szerelemre, és az orosz film kozmikus jelenetének itt az a doppelgangere, hogy itt a főhős számára a Solaris bolygó a Földre küldi a mű Kelvint és a mű Hareyt a férfi lakásába, ahol ők boldogok. Lem élete utolsó éveiben megírta egy újságcikkben, hogy bár nem látta az amerikai filmet, nem tetszik neki, mert amerikanizmusnak tartja azt, hogy a filmekbe szerelmet raknak. Leírta azt is, hogy Soderberg azt tervezte, hogy őt krakkói otthonában meg fogja látogatni.

## Alkotók

### Szereplők
- Donatas Banionis (Kris Kelvin (Koltai János))
- Jüri Järvet (Dr. Snaut (Szoó György))
- Vlagyiszlav Dvorzecszkij (Berton (Balázs Péter))
- Anatolij Szolonyicin (Dr. Sartorius (Gruber Hugó))
- Natalja Bondarcsuk (Harey (Szegedi Erika))
- Nyikolaj Grinyko (Kelvin apja (Tyll Attila)
- Olga Barnet (Kelvin anyja (Dallos Szilvia))
- Tamara Ogorodnyikova (Anna nagynéni (Kassai Ilona))
- Szosz Szargiszjan (Dr. Gibarian (Szabó Ottó))
- Julian Szemjonov (Konferencia-vezető (Verebes Károly))
- Georgij Tejk (Prof. Messenger (Velenczey István))
- Olga Kizilova (Gibarian „vendége”)

### Felhasznált zene
- Johann Sebastian Bach: „Chorale prelude in F-moll”-„Ich ruf ' zu dir, Herr Jesu Christ” BWV 639

A Solaris film alapján Isao Tomita japán zeneszerző és szintetizátor-virtuóz "újraalkotta" a zeneművet * "The sea named Solaris" címmel, ami filmtől és az eredeti Bach-műtől független életet él. Sokan kedvelik, de kevesen ismerik az előzményeket.

### Rendezőasszisztens
- A. Ides
- Jurij Kusnyerjov
- Larissza Tarkovszkaja
- Maria Csugunova[4]

## Szakirodalom
- Stanisław Lem: Solaris (Európa, Budapest, 1968; Kriterion, Bukarest, 1977; Magyar Könyvklub, Budapest, 1994; Magvető, Budapest, 2004)
- Stanisław Lem : Sex wars (Typotex, Budapest 2007)
- Nemes Károly: Mitta / Panfilov / Tarkovszkij (Filmbarátok Kiskönyvtára – kortársaink a filmművészetben; Magyar Filmtudományi Intézet és Filmarchívum – Népmüvelési Propaganda Iroda, Budapest, é.n. [~1977])
- Szilágyi Ákos – Kovács András Bálint: Tarkovszkij az orosz film Stalkere (Medvetánc Füzetek 1985/4 – 1986/1 melléklete, ELTE-MKKE, Budapest, 1985)
- Szilágyi Ákos – Kovács András Bálint: Tarkovszkij, az orosz film sztalkere (Helikon Kiadó, Budapest, 1997, ISBN 963-208-478-0)
- Andrej Tarkovszkij: A megörökített idő (Osiris, Budapest, 1998; 2002)
- Andrej Tarkovszkij: Napló (Osiris, Budapest, 2002; 2003)
- Paul Schrader: A transzcendentális stílus a filmben: Ozu / Bresson / Dreyer (Szerzőifilmes Könyvtár 2. kötet; Francia Új Hullám, Budapest, 2011)

## Díjak, jelölések
- Cannes-i fesztivál (1972)
  - díj: A zsűri külön nagydíja
  - díj: FIPRESCI-díj
  - jelölés: Arany Pálma
- Academy of Science Fiction, Fantasy & Horror Films, USA (1977)
  - jelölés: legjobb sci-fi film